# Revista Moeda Viva
A Moeda Viva é uma revista lançada no ano de 2007 com mais de 9.000 exemplares, rapidamente se tornou referência em seu segmento. Com editorial inovador, a Moeda Viva e voltada a empresas que atuam nas áreas financeiras, entre elas, Bancos, Financeiras, Administradoras de Cartão de Crédito, recuperação de crédito, informações cadastrais e fraude.